# Битва в Валле-Джулии
Би́тва в Ва́лле-Джу́лии (итал. Battaglia di Valle Giulia) — крупное столкновение демонстрантов, преимущественно студентов, с полицией в Риме 1 марта 1968 года. Непосредственной причиной был протест итальянского студенческого движения против правительственного плана университетской реформы. Активное участие ультраправых и крайне левых активистов превратило конфликт в серьёзное политическое столкновение. События стали важной вехой протестов 1968 года и считаются историками началом «Свинцовых семидесятых».

## Студенческое брожение
В начале 1968 года левоцентристское правительство христианского демократа Альдо Моро анонсировало проект университетской реформы. Законопроект предполагал дисциплинарные ужесточения, что вызвало резкие протесты студентов. 2 февраля 1968 в Римском университете начались беспорядки, студенты захватывали помещения. Организаторами выступали активисты радикальных организаций, прежде всего крайне правых — FUAN (студенческая организация ИСД) и «Каравеллы» (автономное структурное подразделение FUAN). Участвовали и ультралевые, в основном троцкистской, маоистской и анархистской направленности (находившиеся в конфликте с ИКП, которая фактически поддержала правительство).
29 февраля 1968 года полиция начала зачистку университетских зданий. Был взят под полицейский контроль факультет архитектуры, один из главных очагов движения.

## Схватка 1 марта
С утра 1 марта 1968 года 2-4 тысячи человек — студенты, боевики праворадикальных организаций — собрались на римской площади Испании. Лидеры призвали отбить университетские здания и возобновить оккупацию. Против демонстрантов был выдвинут моторизованный кордон полиции. Студенты стали бросать камни. Разгоревшееся столкновение быстро расширилось и перекинулось в район Валле-Джулия.
Лидерство в событиях перешло к активистам неофашистской организации Национальный авангард (AN), имевшим большой опыт уличных массовых драк. Лидер AN Стефано Делле Кьяйе (не являвшийся студентом) возглавил массированную атаку на полицию. Видную роль в событиях сыграли также активисты AN Марио Мерлино (идеолог анархо-фашизма) и Адриано Тильгер. Все они зафиксированы на «канонической» фотографии событий.
Ожесточённое столкновение продолжалось несколько часов. К концу дня боевики-неофашисты сумели захватить здание юридического факультета, леваки — филологического факультета. Ранения получили 478 студентов и 148 полицейских, арестованы 272 человека, сожжено 8 полицейских машин.

Впервые случилось так, что студенты выстояли перед натиском полиции и даже неоднократно обращали их в бегство. Спустя пару недель один левый журнал опубликовал плакат со знаковым фото того утра. Мы были в первом ряду, прямо напротив полицейских джипов. Почти все — неофашисты.
Марио Мерлино

## Углубление конфликта
События 1 марта шокировали итальянское общество. Все парламентские партии — от ИКП до ИСД — осудили студентов и поддержали правительство. Особую тревогу вызывало доминирование радикальных неофашистов Делле Кьяйе. Национальный секретарь ИСД Артуро Микелини отмежевался от членов своей партии, принимавших участие в битве в Валле-Джулии.
Столкновения продолжались и в следующие дни. При зачистке здания филологического факультета помощь ультралевым оказали боевики наци-маоистской организации Primula Goliardica.

Здесь я не хотел принимать чью-либо сторону. Но Primula Goliardica пошли защищать коммунистов. И это они отбили первый штурм.
Стефано Делле Кьяйе

16 марта 1968 года события получили дальнейшее развитие. Студенческое движение раскололось. На университетской площади произошла массовая драка боевиков Национального авангарда с группой коммунистической молодёжи.

Нас тринадцать человек на главной площади университета. Через несколько мгновений толпа взорвётся криками «Убийцы!» Приближаются две тысячи коммунистов. Многие из нас разумно предпочитают скрыться, броситься врассыпную по улочкам. Но слышится чей-то голос: «Я не хочу убегать!» И мы стоим плечом к плечу, с палками в руках. Бурлящая кровь. Усмешка на лице старшего. Скромные наследники прежних поколений, мы соединились с ними в первых рядах. И вот — противники останавливаются, в ужасе пятятся, и в них летят камни.
Марио Мерлино

Таким образом, Делле Кьяйе твёрдо выдержал неофашистскую стратегию борьбы на два фронта — против государства и против коммунистов — не допустив создания «объединённой оппозиции» даже в форме «координационного совета».

## Политическая значимость
Битва в Валле-Джулии показала мощный потенциал протестных настроений в обществе, особенно среди молодёжи. Ультраправые силы продемонстрировали свои возможности протестной мобилизации и оперативную дееспособность.

Университетская реформа — только начало. Дальше поднимутся политические и социальные требования. Кто вышел на площадь, тот пошёл на войну.
Стефано Делле Кьяйе

Это событие, предвосхитившее феномен 1968 года, показало, что он имел не только «красную», но и не менее значимую «чёрную» ипостась.

Сложился стереотип — это был «красный бунт». Но в действительности это было смешение красного с чёрным, фашизма с анархизмом. Приверженцы Муссолини подчас шли впереди поклонников Бакунина или Троцкого. Антисистемная революция была на всех одна, хотя понималась по-разному.

Римские события 1 марта 1968 явились также преддверием политического насилия итальянских Свинцовых семидесятых.

## Отражение в культуре
Битва в Валле-Джулии символически столкнула в конфликте видных деятелей итальянской культуры. 
В студенческих беспорядках участвовал известный в будущем певец и кинорежиссёр Паоло Пьетранджели (его песня Valle Giulia стала одним из гимнов движения хиппи). 
В полицейской цепи присутствовал будущий актёр Микеле Плачидо, создавший образ комиссара Каттани в сериале «Спрут». 
Выдающийся поэт, писатель и кинорежиссёр-коммунист Пьер Паоло Пазолини посвятил этим событиям стихотворение «Компартия — молодёжи!», в котором выступил с критикой протестующих.

## Память в современности
События 1 марта 1968 года стали одним из пунктов повестки конференции ветеранов Национального авангарда Solidarieta sociale 21-22 июня 2014 года. Председательствовал Стефано Делле Кьяйе, доклад о Битве в Валле-Джулии делал Марио Мерлино.